# Pascal Chaumeil
Pascal Chaumeil (París, 9 de febrer de 1961 - 27 d'agost de 2015) és un director de cinema, guionista i dialoguista francès, dans la même ville.

## Biografia
Va començar com a ajudant de direcció el 1988, col·laborant en diverses ocasions amb Luc Besson; El 1996, va ser el director de la segona unitat a El cinquè element. Va treballar per a televisió i va rodar més d'un centenar de pel·lícules publicitàries entre 1997 i 2005.
El 2010 es va estrenar el seu primer llargmetratge, Els seductors. Aquesta comèdia romàntica que relata la trobada de dos trenta anys interpretats per Romain Duris i Vanessa Paradis atrau quatre milions d'espectadors francesos, i rep cinc nominacions als César.
Va confirmar amb una altra comèdia romàntica el 2012, titulada Porta'm a la lluna i protagonitzada per Diane Kruger i Dany Boon. Els personatges aquest cop tenen gairebé quaranta anys, i la història els porta a Kenya i Moscou.
El 2014, va dirigir Pierce Brosnan, Toni Collette, Aaron Paul i Imogen Poots a la comèdia-drama independent Millor un altre dia, adaptació de la novel·la A Long Way Down, de Nick Hornby, encara inèdita a França.
Continua en aquesta línia internacional dirigint els dos primers capítols de la sèrie franco-britànica Spotless, emesa el març del 2015 pel canal Canal+.
Va morir el 27 d'agost de 2015 a l'edat de 54 anys després d'un càncer, i està enterrat al cementiri marí de Sant Tropetz. Hauria tingut temps d'acabar completament la seva darrera pel·lícula Un petit boulot, postproducció inclosa.

## Filmografia

### Director

#### Llargmetratges
- 2010 : Els seductors
- 2012 : Porta'm a la lluna
- 2014 : Millor un altre dia
- 2016 : Un petit boulot

#### Sèries de televisió
- 1998 : Blague à part
- 2002 : Avocats et Associés
- 2005 : Engrenages - temporada 1, episodis 5 a 8
- 2006 : L'État de Grace d'après l’œuvre de Jean-Luc Gaget
- 2007 : Fais pas ci, fais pas ça, temporada 1, episodis 1, 2, 3 i 4.
- 2008 : Duel en ville, minisèrie amb Patrick Chesnais i Xavier Beauvois
- 2008 : Fais pas ci, fais pas ça, temporada 2, episodis 1, 3, 4, 5 i 6.
- 2015 : Fais pas ci, fais pas ça, temporada 7, episodi 6.
- 2015 : Spotless - episodis 1 i 2
- 2017 : Glacé, sèrie de televisió dirigida per Laurent Herbiet

#### Telefilms
- 2003 : Clémence
- 2004 : Mer belle à agitée

#### Curtmetratges
- 1995 : Peinard (codirector : Denis Bardiau). Gran premi al festival de Chamrousse
- 1996 : Des hommes avec des bas. Gran premi del festival de Cognac
- 2001 : Liens sacrés

### 1r Assistent de Director
- 1987 : L'Œil au beur(re) noir de  Serge Meynard
- 1987 : Bonjour l'angoisse de Pierre Tchernia
- 1989 : Un été d'orages de Charlotte Brandström
- 1989 : Je suis le seigneur du château de Régis Wargnier
- 1992 : Sexes faibles! de Serge Meynard
- 1993 : Une nouvelle vie d'Olivier Assayas
- 1994 : El professional de Luc Besson

### Director de 2a Unitat
- 1999 : Joans d'Arc de Luc Besson
- 1998 : Les Couloirs du temps : Les Visiteurs 2 de Jean-Marie Poiré
- 1997 : El cinquè element de Luc Besson
- 1982 : Ça va faire mal ! de Jean-François Davy